# Regio's van Kosovo

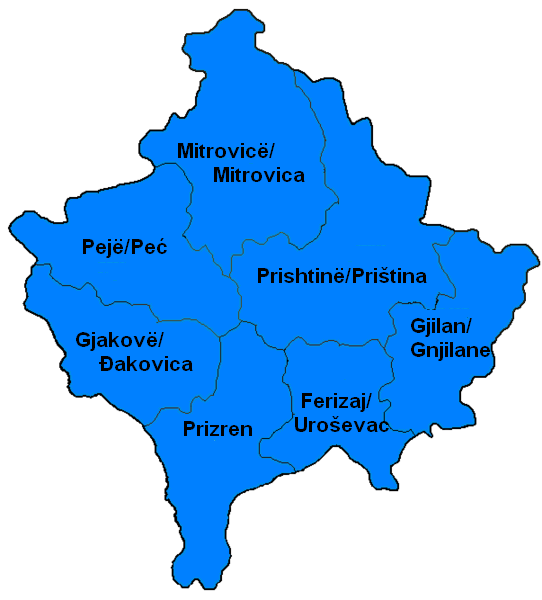
Statistische regio's

Een regio (Albanees: regioni ; Servisch: Регион, region) is een statistische onderverdeling van Kosovo. Ze werden ingesteld door het Kosovaarse Bureau voor Statistiek (Albanees: Enti i Statistikës së Kosovës (ESK) ; Servisch: Zavod za statistiku Kosova (ZSK)). Ze worden enkel gebruikt omwille van statistische redenen. Deze regio’s zijn geen bestuurlijke regio’s. Ze hebben dus ook geen hoofdstad noch gekozen organen.
De zeven statistische regio's zijn :
- Mitrovicë
- Prishtinë
- Gjilan
- Pejë
- Prizren
- Gjakovë
- Ferizaj

## UNMIK-regio’s

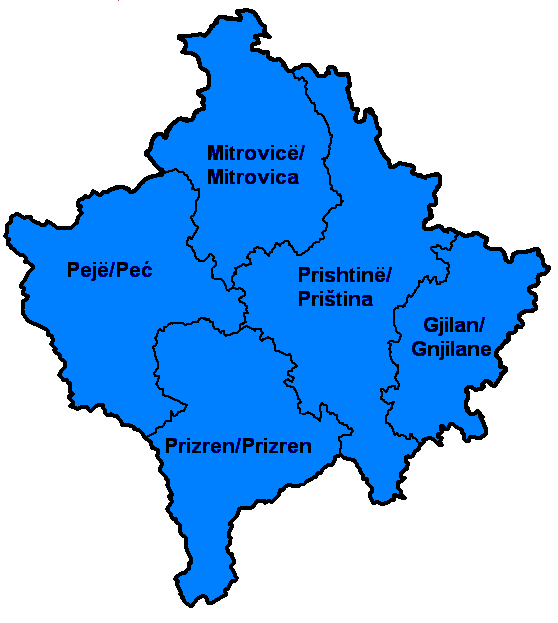
UNMIK-regio's

Naast de statistische regio’s bestonden er onder UNMIK-bestuur ook nog bestuurlijke regio’s. Een regio (Albanees: Rajoni ; Servisch: Регион ,region) was een bestuurlijke onderverdeling van Kosovo die gebruikt werd door UNMIK. Kosovo werd door UNMIK verdeeld in vijf bestuurlijke regio’s. Er waren geen gekozen organen op regionaal niveau. Voor iedere regio had UNMIK een regionale vertegenwoordiger aangesteld.
De taken en bevoegdheden van de regionale vertegenwoordiger waren als volgt :
- Hij/zij is verantwoordelijk voor de controle en supervisie over de openbare diensten en de lokale overheden in zijn regio
- Hij/zij heeft de hoofdverantwoordelijkheid over de UNMIK-staf in zijn regio. Hij/zij coördineert de activiteiten in zijn regio.

De door UNMIK ingestelde regio’s kwamen overeen met de districten die onder Servisch bestuur bestonden en die tot op heden in de Servische wet worden gehandhaafd.
Deze regio’s waren:
| UNMIK-regio                   | Servisch district           |
| ----------------------------- | --------------------------- |
| Pristina (Prishtinë/Priština) | District Kosovo             |
| Prizren                       | District Prizren            |
| Pejë                          | District Peć                |
| Mitrovicë                     | District Kosovska Mitrovica |
| Gjilan                        | District Kosovo-Pomoravlje  |